# Dvina de Nord
Pentru alte sensuri ale termenului Dvina vedeți Dvina (dezambiguizare).
Dvina de Nord este un fluviu în nordul părții europene a Rusiei, format prin confluența râurilor Suhona și Iug. Până la confluența cu râul Vîcegda poartă denumirea de Dvina Mică de Nord. Fluviul se varsă în golful Dvina (Marea Albă), are lungimea de 750 km și suprafața bazinului de 360 mii km². Alimentația este mai des nivală. Debitul mediu la vărsare constituie 3530 m³/sec. Fluviul îngheață în octombrie și se dezgheață în aprilie. Restul timpului (aprilie - octombrie) el este navigabil.